# Recherche, assistance, intervention, dissuasion
Il RAID è un'unità d'élite della Polizia nazionale francese. Il nome è scelto in riferimento alla parola « raid », che designa un assalto militare, ma ha ricevuto il significato di Recherche, assistance, intervention, dissuasion (dal francese: Ricerca, assistenza, intervento, dissuasione).
Nata nel 1985, l'unità è coinvolta in tutto il Paese nella lotta contro ogni forma di criminalità, di banditismo, di terrorismo e di presa di ostaggi.
Posto sotto la diretta autorità del direction générale de la Police nationale, il RAID è chiamato ad intervenire in occasione di eventi gravi, che richiedano l'utilizzo di tecniche e mezzi specifici per neutralizzare individui pericolosi, mediante negoziazione o intervento.
Il suo ruolo è in particolare quello di agire in situazioni di crisi, come la presa di ostaggi o l'arresto di criminali ad alto rischio, ma anche di contribuire alla lotta al terrorismo fornendo supporto a servizi specializzati.
Il servizio ha sede a Bièvres, nel dipartimento di Essonne, all'interno del CRS 8 presso il Domaine de Bel-Air 3, sede dell'unità centrale, e conta anche tredici filiali, dislocate sul territorio metropolitano, a Bordeaux, Lilla, Lione, Marsiglia, Montpellier, Nancy, Nizza, Rennes, Tolosa e Strasburgo e oltremare, a Numea, Pointe-à-Pitre e Saint-Denis.

## Storia

### Sequenza temporale
Prima della creazione del RAID, la Polizia francese - non avendo un'unità con competenza nazionale paragonabile al GIGN della Gendarmeria - faceva affidamento su unità regionali come la Brigata di Ricerca e di Intervento (BRI) a Parigi e il Gruppo di intervento della Polizia nazionale (GIPN) nelle province. Il RAID è stato creato con decreto del 23 ottobre 1985 del ministro dell'Interno Pierre Joxe, su raccomandazione di numerosi agenti di polizia e in particolare del commissario Robert Broussard. Primo capo fu il commissario Ange Mancini.
La forza lavoro, inizialmente di 80 persone, salì a circa 100 nel 1993, circa 130 nei primi anni 2000 per arrivare a 180 nel 2015. Le donne furono ammesse a determinate posizioni operative dal 2003.
A partire dal 19 marzo 2015, i sette GIPN metropolitani, situati nelle città di Bordeaux, Lilla, Lione, Marsiglia, Nizza, Rennes e Strasburgo, furono ufficialmente incorporati nel RAID e diventarono le sue filiali territoriali.
Il 19 aprile 2016, il ministro dell'Interno Bernard Cazeneuve annunciò la creazione di tre ulteriori uffici regionali a Montpellier, Nancy e Tolosa. Le due unità di Montpellier e Tolosa furono create nel 2016, mentre quella di Nancy nel 2017.
Il 2 maggio 2018, il National Police Intervention Group (GIPN) di Numea diventa affiliate del RAID.
La trasformazione degli ultimi due GIPN, ovvero quello di Pointe-à-Pitre e Saint-Denis, in filiali RAID, avvenne il 1º marzo 2019.

### Interventi noti
Il RAID è particolarmente noto per:

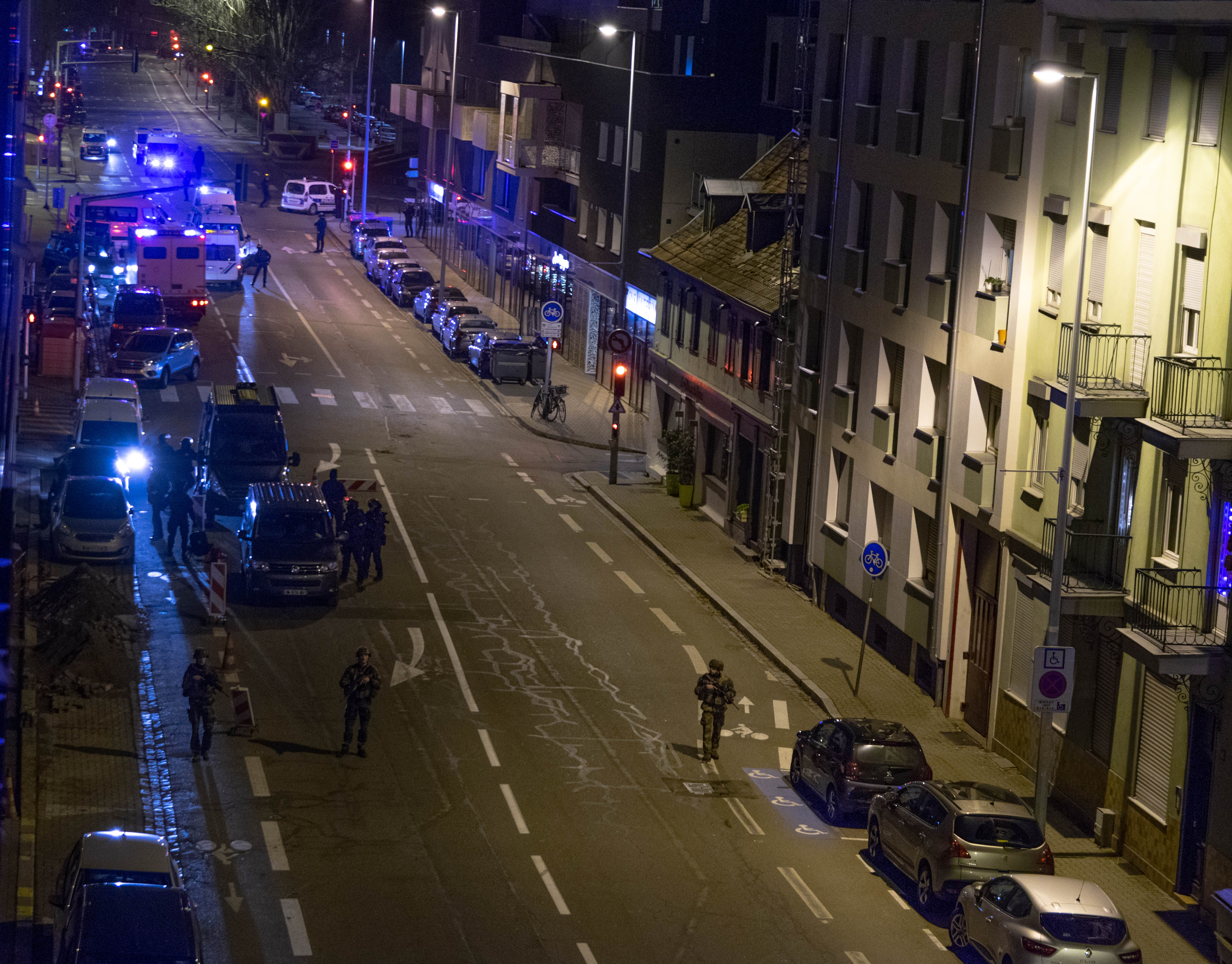
Intervento del RAID durante l'attentato di Strasburgo dell'11 dicembre 2018.

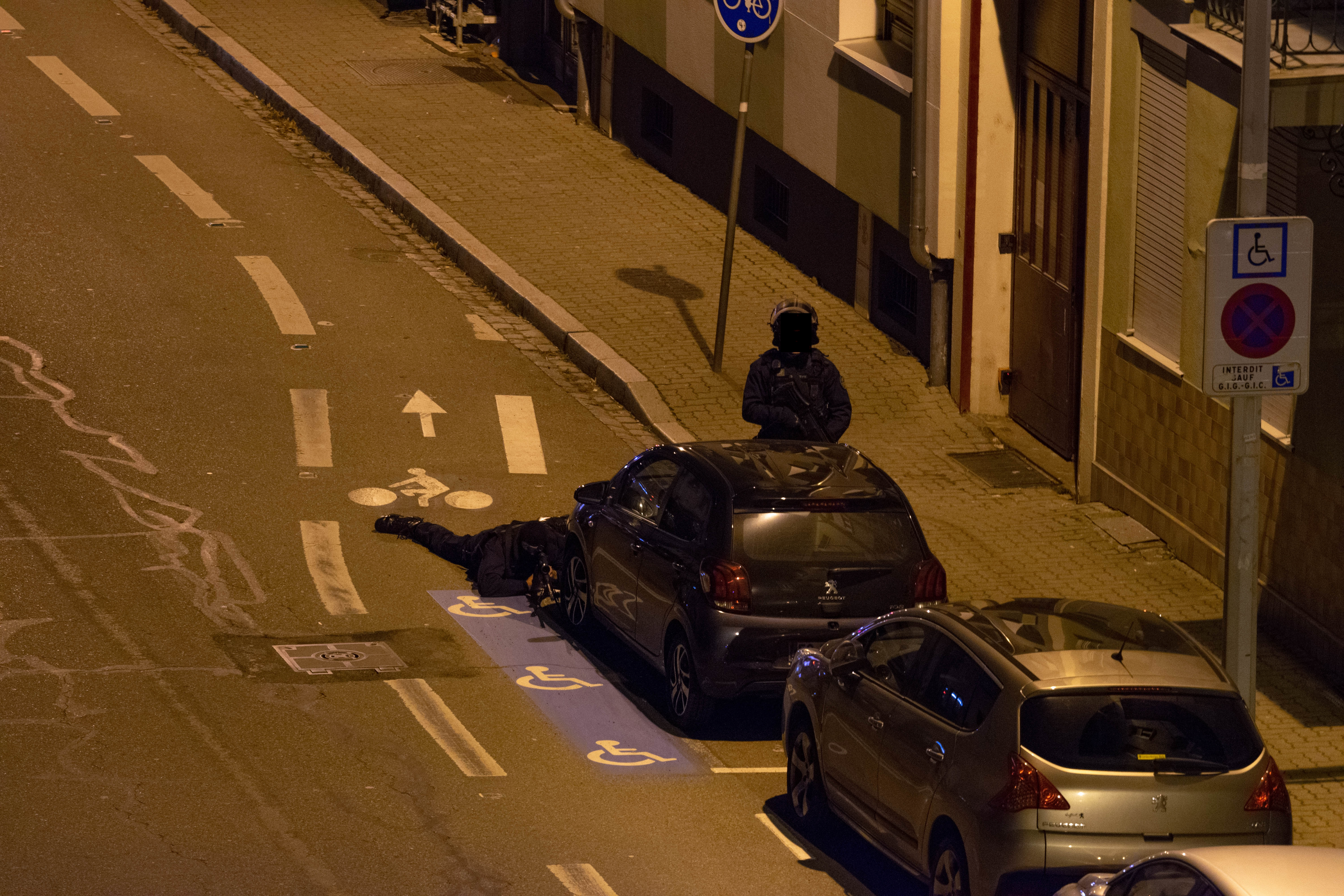
Personale RAID, in particolare un cecchino, la sera dell'attacco dell'11 dicembre 2018 a Strasburgo.

- l'esito della presa di ostaggi presso il tribunale di Nantes nel dicembre 1985;
- l'arresto dei principali membri della Gang des postiches (dal francese: Gang dei parrucchini) nel dicembre 1986 in una villa a Yerres a Essonne;
- 'arresto dei capi dell'azione diretta nel 1987;
- il controllo di un folle a Ris-Orangis nel 1989, operazione che ha visto morire i primi due membri del RAID;
- il rilascio di bambini presi in ostaggio nel 1993;
- intervento contro gli islamisti del Gruppo Islamico Armato a Roubaix nel 1996;
- l'arresto di Yvan Colonna nel 2003;
- numerosi arresti di leader dell'ETA nei Paesi Baschi francesi e in Alvernia (2009, 2010);
- l'arresto di Jean-Pierre Treiber nel 2009;
- l'intervento contro l'autore della sparatoria a Montauban e Tolosa nel marzo 2012, Mohammed Merah;
- la ricerca degli autori della sparatoria nella sede di Charlie Hebdo del 7 gennaio 2015;
- la mobilitazione per l'attacco contro un negozio di alimentari del 9 gennaio 2015, missione durante la quale l'unità ha collaborato per la prima volta sul campo con il GIGN, l'unità di élite della Gendarmeria nazionale, durante la doppia presa di ostaggi in Francia il 9 gennaio 2015;
- l'intervento durante gli attentati del 13 novembre 2015, insieme alla BRI, durante la presa di ostaggi al Bataclan;
- l'assalto al centro della città di Saint-Denis che neutralizza Abdelhamid Abaaoud, presunto pianificatore degli attentati del 13 novembre 2015;
- la neutralizzazione dell'autore del duplice omicidio del 13 giugno 2016 a Magnanville.
- l'intervento al centro di detenzione di Condé-sur-Sarthe il 5 marzo 2019 contro una coppia di terroristi islamici che hanno accoltellato i supervisori.

### Leader del RAID
- 1985-1990 : Ange Mancini
- 1990-1996 : Louis Bayon
- 1996-1999 : Gérard Zerbi
- 1999-2002 : Jean-Gustave Paulmier
- 2002-2004 : Christian Lambert
- 2004-2007 : Jean-Louis Fiamenghi
- 2007-2013 : Amaury de Hauteclocque
- 2013-2017 : Jean-Michel Fauvergue
- dal 2017 : Jean-Baptiste Dulion

## Missioni
Il RAID contribuisce, su tutto il territorio della Repubblica, alla lotta contro ogni forma di criminalità. In quanto tale, fornisce assistenza ai servizi di polizia ed è in particolare responsabile di:
- intervenire in caso di gravi perturbazioni dell'ordine pubblico che richiedano l'uso di tecniche e mezzi specifici;
- fornire supporto operativo ai servizi responsabili della prevenzione e repressione della criminalità organizzata e del terrorismo;
- assistere il Servizio di protezione (SDLP) nelle sue missioni;
- mettere a disposizione dei servizi di polizia attrezzature specialistiche per il personale dell'unità;
- contribuire, in collaborazione in particolare con la direzione risorse e competenze della polizia nazionale , all'istruzione del personale di polizia nella lotta al terrorismo;
- svolgere, in collaborazione con il dipartimento risorse e competenze della polizia nazionale e il dipartimento centrale della polizia giudiziaria, studi e prove di tecniche e attrezzature di intervento nonché la formazione degli agenti di polizia o servizi nello svolgimento delle proprie attività.

Dimostrazione protettiva di un'autorità in un'area pericolosa
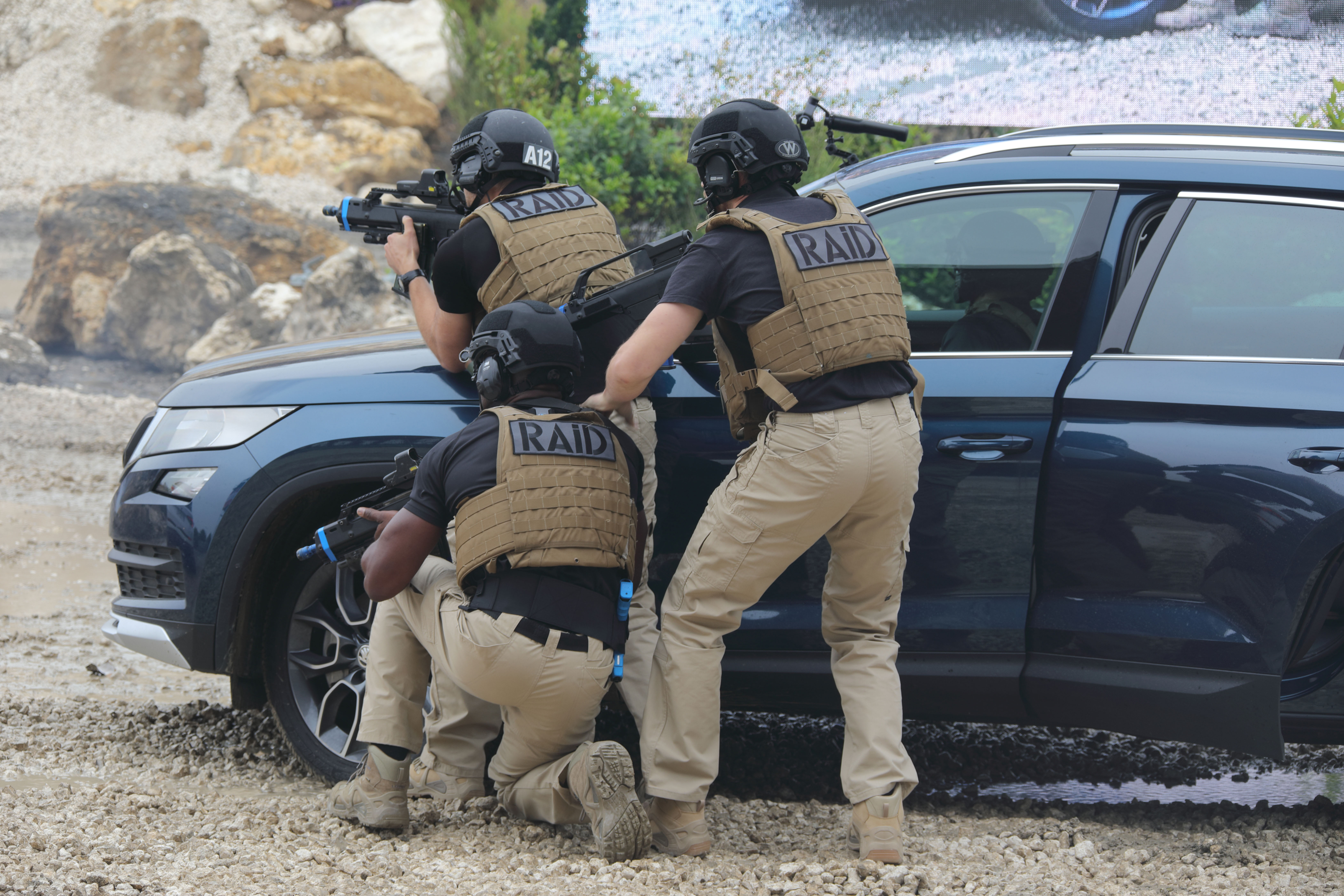
Risposta in un'imboscata.
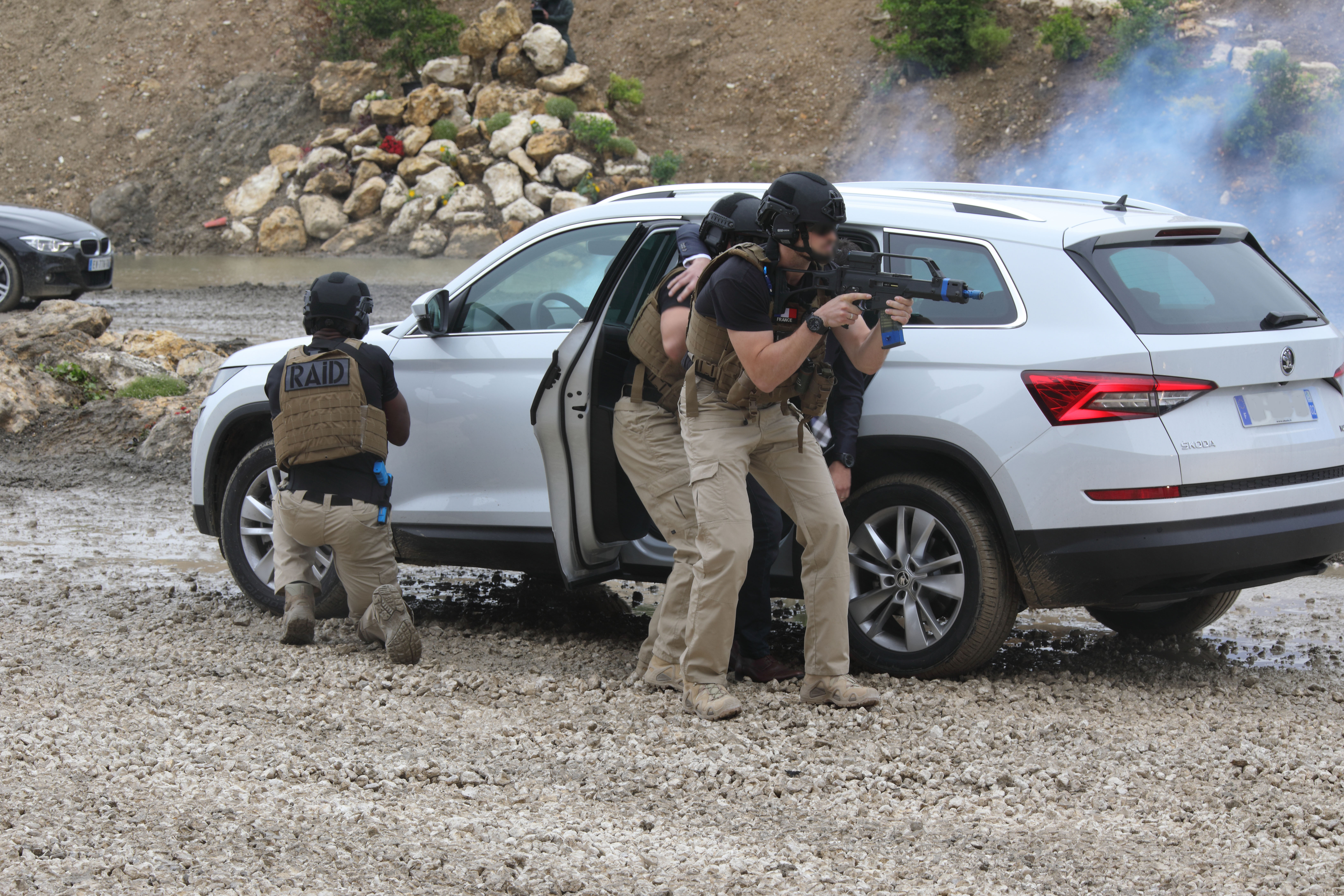
Estrazione di autorità dal suo veicolo.
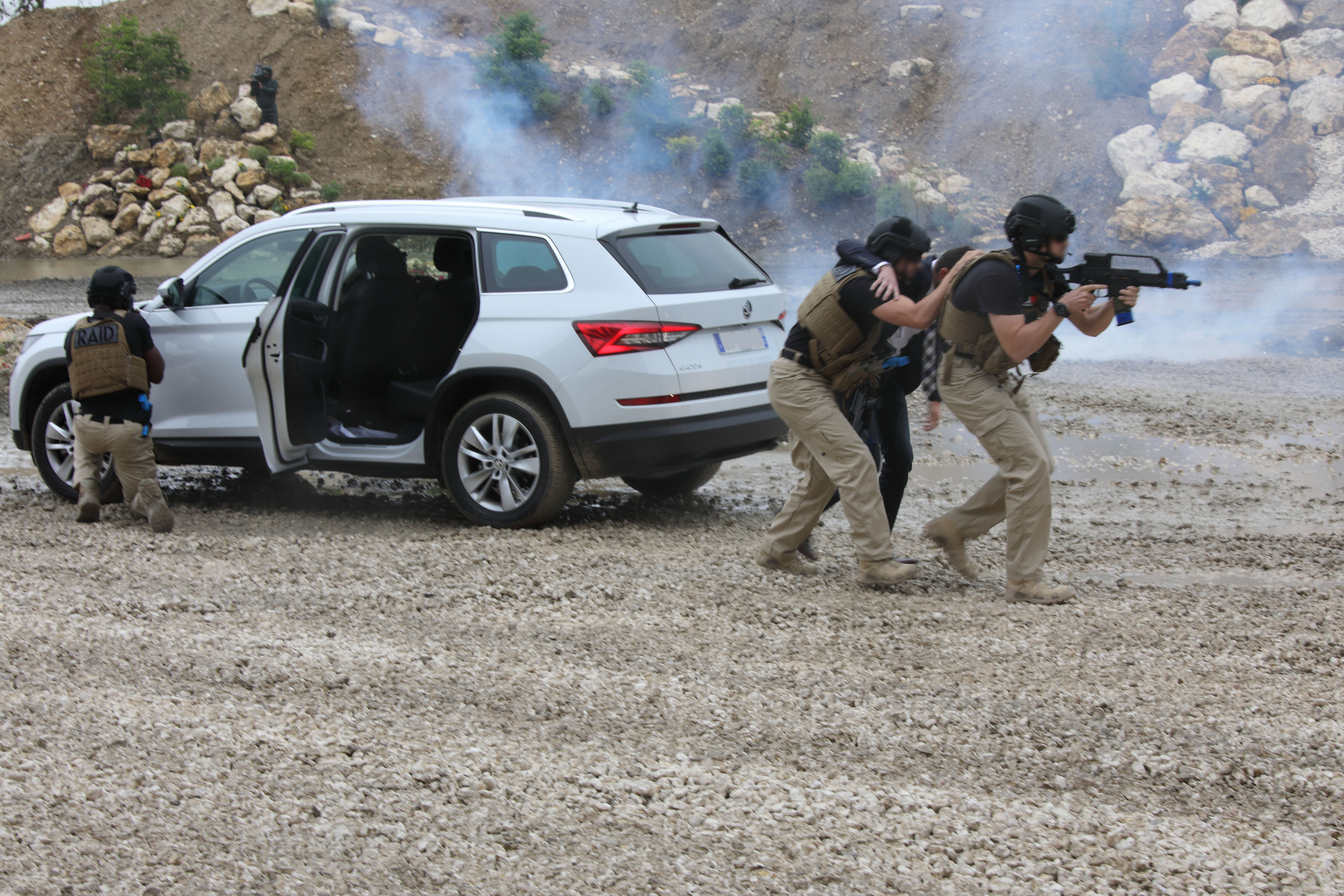
Evacuazione dell'autorità.

## Organizzazione

### RAID nella polizia nazionale
Posto sotto l'autorità diretta dalla direttore generale della Polizia nazionale, l'unità è diretta da un funzionario dell'organo di progettazione e gestione della Polizia nazionale.

Distintivo della FIPN

Il RAID fa parte della forza di intervento della polizia nazionale (FIPN) che comprende anche la Brigata Anti-Commando della Prefettura di Polizia di Parigi (ovvero la Brigata di ricerca e intervento (BRI) di la Prefettura di Polizia di Parigi (PP), rafforzata da altre unità del PP). Quando la FIPN è attivata, il capo del RAID assicura il coordinamento operativo.
Il RAID può essere spostato o utilizzato solo su ordine del Direttore Generale della Polizia Nazionale. Interviene solo sotto il comando della sua gerarchia. Non è competente per il seguito giudiziario dei fatti sui quali è intervenuto. Può essere messo a disposizione di prefetti e pubblici ministeri che ne facciano richiesta. In questo caso, l'autorità richiedente definisce la missione generale assegnata a questo servizio. Il capo dell'unità responsabile dell'esecuzione della missione resta l'unico responsabile delle condizioni e delle modalità tecniche della sua esecuzione. I responsabili dei servizi di polizia territoriale prestano assistenza.
All'interno del ministero dell'interno, il coordinamento e l'interoperabilità tra il RAID e il GIGN sono assicurati dall'UCOFI (Unità di coordinamento per le forze di intervento), creata nel 2010. La procedura di emergenza assoluta (PUA) istituita nell'aprile 2016 nell'ambito del Piano di intervento delle Forze di Sicurezza Nazionale dal Ministro dell'Interno in risposta agli attacchi del 2015 autorizza - in caso di crisi grave o crisi multiple - l'intervento di qualsiasi unità in grado di farlo in qualsiasi punto del territorio (quindi svincolandosi dal criterio di competenza geografica che è normalmente richiesto).

### Forza lavoro

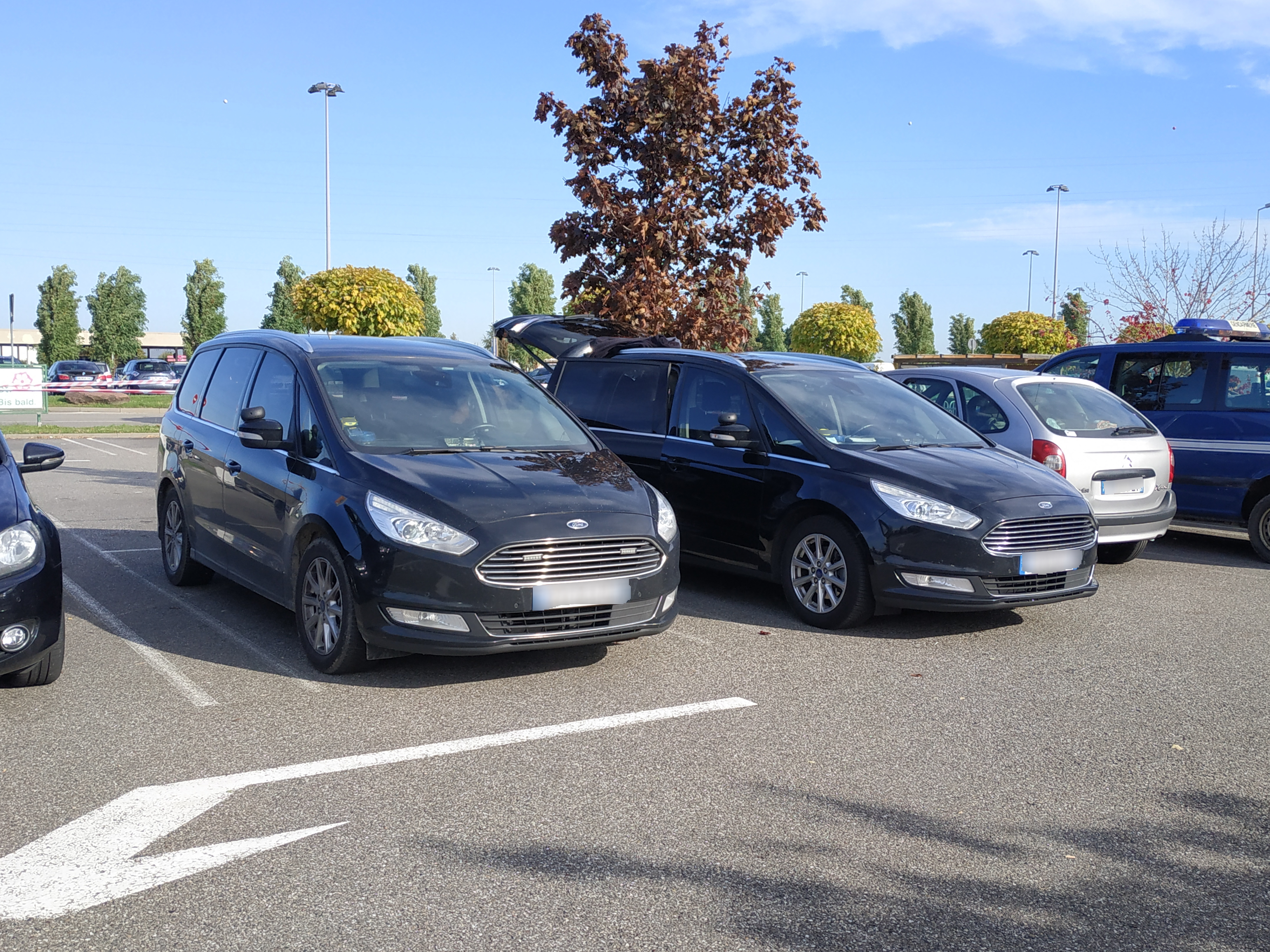
Veicoli non contrassegnati del RAID a Strasburgo

Il RAID contava nell'agosto del 2009, 168 dipendenti pubblici, di cui tre membri dell'organo di progettazione e gestione (commissari di polizia), 21 dell'organo di comando, 119 dell'organo di gestione e applicazione e 25 personale amministrativo e tecnico (inclusi uno psicologo e sei medici).
Dalla primavera del 2015 il rafforzamento della forza lavoro, in particolare mediante l'integrazione degli operatori del GIPN in terraferma e all'estero, ha portato l'unità a raggiungere la soglia delle 400 persone.
I gruppi operativi sono organizzati in gruppi d'assalto, paracadutisti, sommozzatori, negoziatori, GOST (Gruppi di supporto tecnico operativo) e Omega (cecchini).
- L'ammissione all'unità è soggetta a criteri molto severi, in particolare per quanto riguarda i test attitudinali fisici, medici e psicotecnici. Alcune posizioni operative (negoziazione, tiro al bersaglio, ecc.) sono occupate da personale femminile.

Il profilo dei membri dell'unità è cambiato in modo significativo dalla sua creazione. Mentre originariamente era composto principalmente da ispettori (ora chiamati ufficiali), nel 2016 il RAID impiega principalmente ufficiali e guardie.
Dalla creazione del RAID, tre dei suoi agenti di polizia hanno perso la vita durante le operazioni: due a Ris-Orangis nel 1989 e uno in Corsica nel 1996.

### Reclutamento
Il reclutamento all'interno del RAID viene effettuato ogni anno su base volontaria. Il candidato deve avere almeno tre anni di anzianità nella polizia nazionale e avere meno di 40 anni per le forze di pace o meno di 45 anni per gli ufficiali dell'organo di comando. Dopo una prima selezione, si svolgono prove di selezione della durata di una settimana. Questi test comprendono in particolare test fisici, test psicologici e psicotecnici e test sportivi e tecnici. I candidati che hanno superato queste prove di selezione entrano quindi in un ciclo di addestramento eliminatorio iniziale della durata di sedici settimane durante le quali vengono addestrati alle basi della tattica e acquisiscono le qualifiche necessarie per lo svolgimento delle loro future missioni. I candidati che hanno superato le prove di formazione iniziale vengono poi assegnati, secondo le esigenze del servizio, o all'interno dell'unità centrale o all'interno di una delle sue sedi. Al termine di tale incarico, gli operatori sono comunque soggetti ad un periodo di prova di 6 mesi prima del rilascio loro dell'autorizzazione.
Gli agenti di polizia RAID vengono testati ogni 3 anni per verificare che abbiano ancora il livello richiesto.

### Budget
Il RAID aveva per il 2012 un budget operativo e per le apparecchiature di oltre 2.000.000 di euro, oltre a due specifiche aggiuntive. La prima, dell'importo di 85.000 euro, è destinato all'acquisto di apparecchiature soggette ad autorizzazione. La seconda, pari a 70.000 euro, consente al RAID di coprire le spese di formazione del proprio personale e dei funzionari di recente assegnazione ai gruppi di intervento della polizia nazionale.
Il suo budget totale è quindi di circa 2,17 milioni di euro (escluse le spese per il personale).

### Equipaggiamento

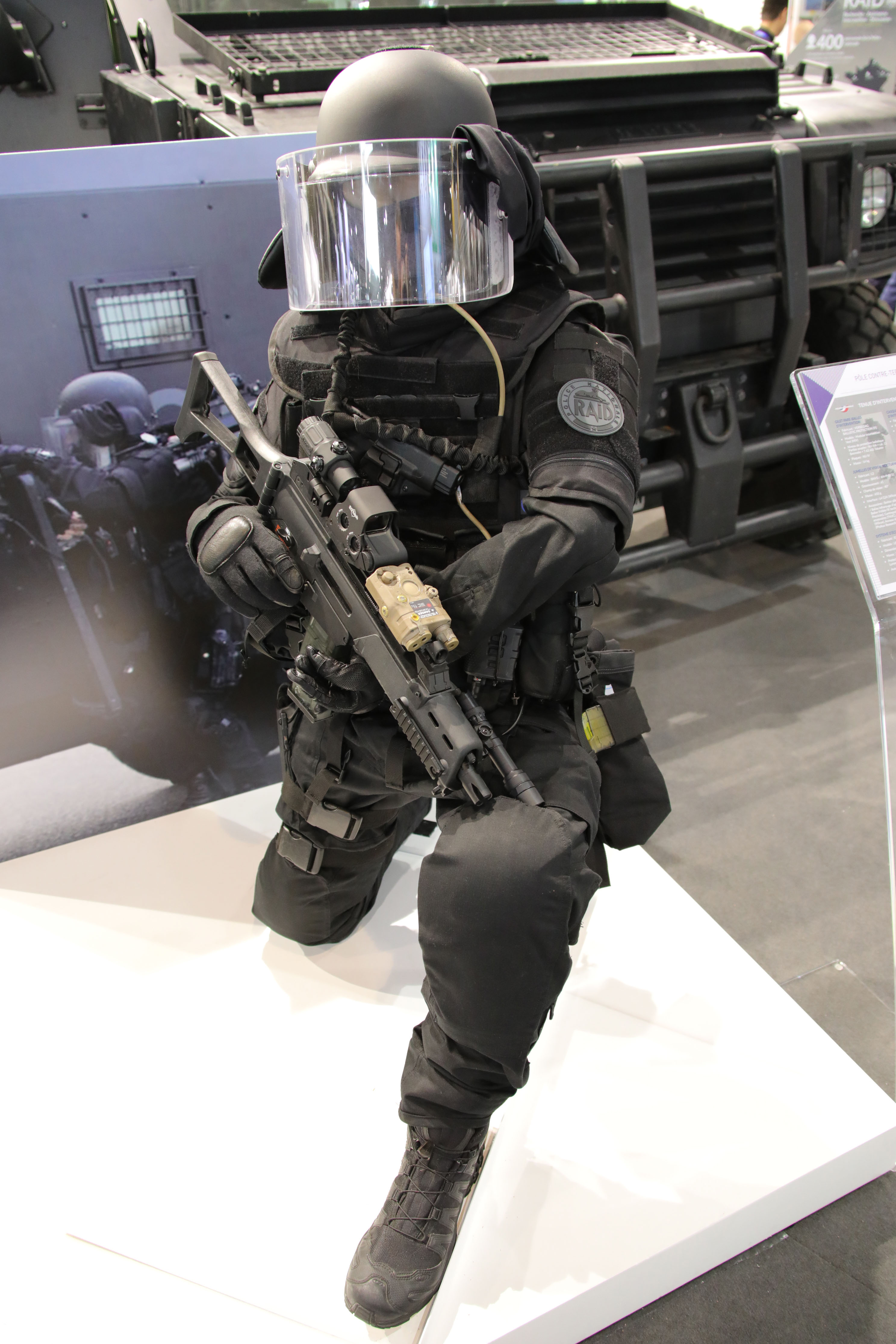
Manichino che presenta l'attrezzatura di intervento di un agente di polizia RAID (2018).

#### Armamento
I funzionari del RAID hanno a disposizione un'ampia gamma di armi, tra cui:
- pistole semi-automatiche: Glock 17, Glock 18, Glock 19, Glock 26;
- mitragliatrici: Rheinmetall MG 3, FN Minimi, Heckler & Koch MP5, Heckler & Koch MP5K, FN P90
- fucili d'assalto: Heckler & Koch 53, Heckler & Koch G36, SIG-551, Heckler & Koch G3, FN SCAR, Heckler & Koch HK416;
- fucili a pompa o simili: Beretta M3P, Remington 870, Benelli M3 Super 90, Franchi SPAS-12, Franchi SPAS-15, Vepr-12, Kel-Tec KSG;
- fucili di precisione: Heckler & Koch HK417, Heckler & Koch PSG1, PGM Ultima Ratio, PGM Hécate II, Blaser R93 Tactical;
- armi non letali: Taser X26, Brügger & Thomet GL06, Flash-ball;
- granate: accecanti, illuminanti, fumogene;
- esplosivi.

#### Protezioni
Ogni gruppo d'assalto è composto da due o tre uomini che trasportano scudi balistici.

#### Trasporti

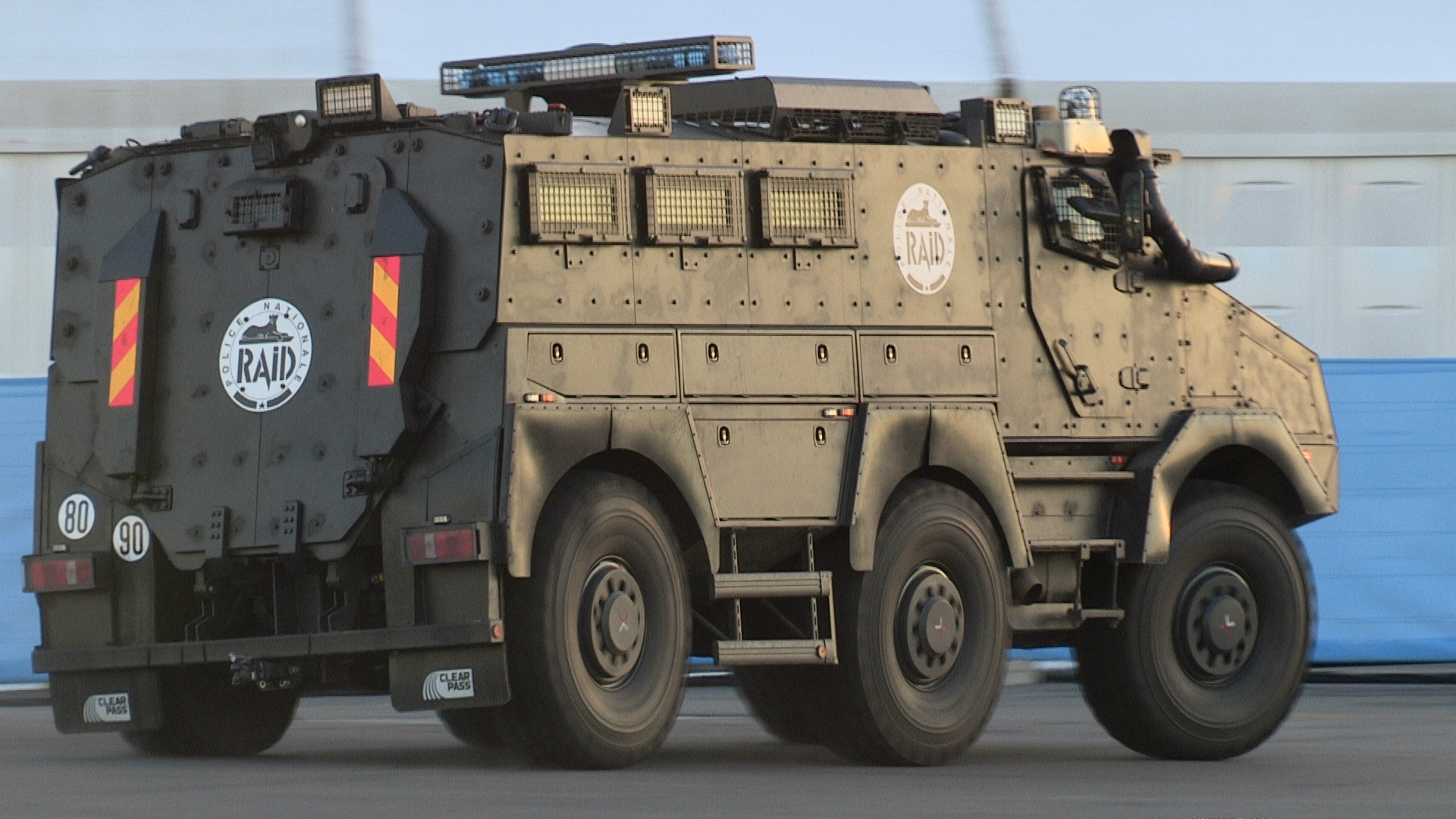
Veicolo blindato Titus utilizzato dal RAID per la COP 21 a Le Bourget (2016).

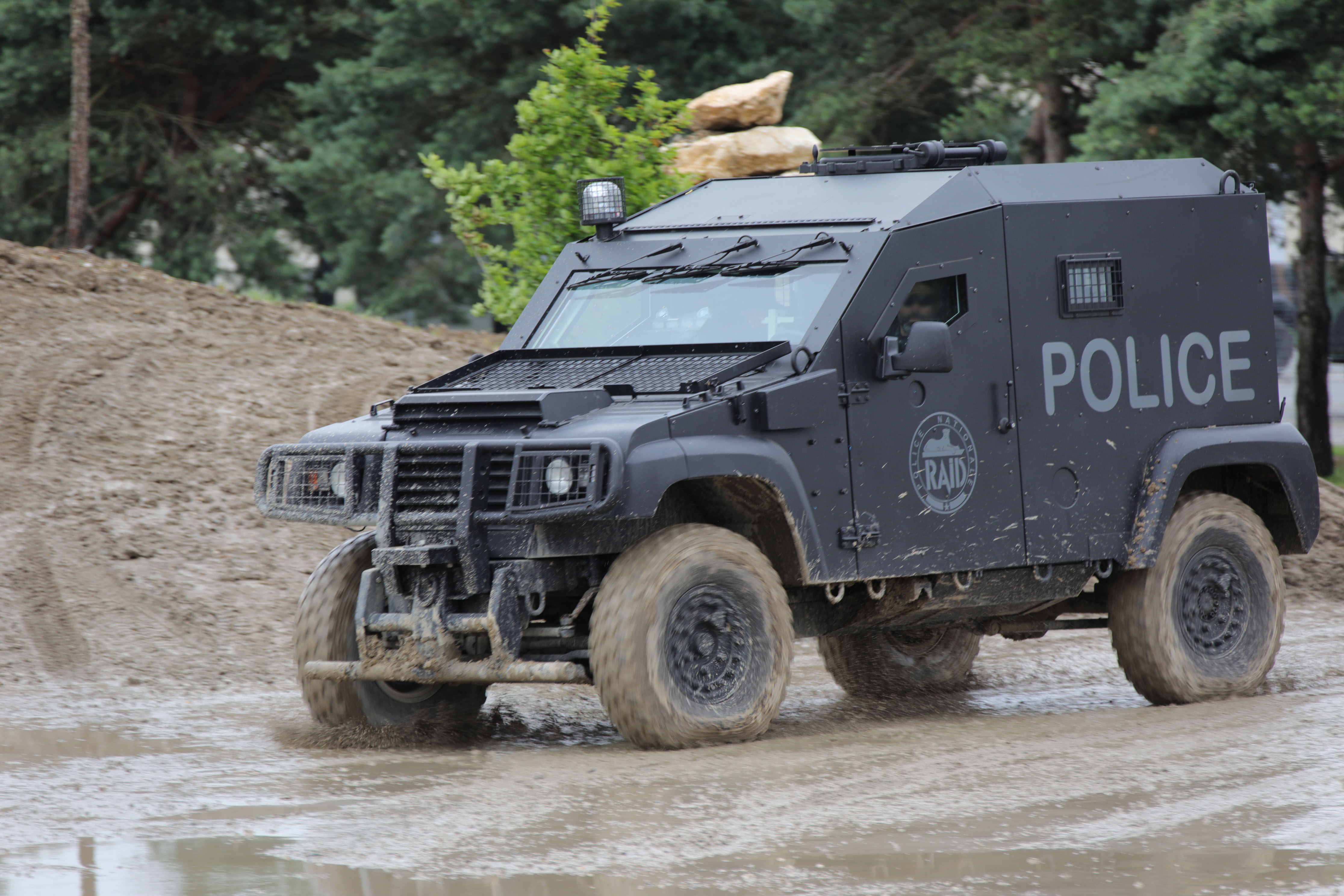
Piccolo veicolo protetto del RAID durante una presentazione alla fiera Eurosatory (2018).

Dotato di numerosi mezzi di trasporto (motocicli, veicoli non contrassegnati, veicoli blindati, ecc.), dal 2008 il RAID ha anche il supporto del Groupe interarmées d'hélicoptères (GIH) (dal francese: Gruppo misto elicotteri), unità del Commandement des opérations spéciales (COS) (dal francese: Comando delle Operazioni Speciali), creata nel 2006 per il supporto a GIGN.
Elenco non completo dei veicoli utilizzati dal RAID
- Chevrolet Suburban HARAS
- Citroën C8
- Ford Galaxy
- Ford Transit
- Piccolo veicolo protetto (PVP)
- Nexter Titus
- Nissan Navara
- Renault Espace IV
- Renault Master
- Toyota Land Cruiser
- Volkswagen Sharan
- Volkswagen Multivan

## RAID nella cultura popolare
- Le immagini del RAID sono presentate direttamente nel film umoristico Raid dingue (2016) di Dany Boon.
- Nel film Mission: Impossible - Fallout (2018) di Christopher McQuarrie, il RAID ha il compito di proteggere il convoglio carcerario che trasporta Solomon Lane, il principale antagonista del film, un convoglio che verrà attaccato da Ethan Hunt (Tom Cruise).